# Arduino Yún
L'Arduino Yún est une carte équipée d'un microcontrôleur 8 bits et d'un processeur faisant tourner une distribution Linux (OpenWrt) qui a la particularité d'être basée sur un matériel et un logiciel libres.